# Бомба (сериал, 2020)
«Бо́мба» — российский восьмисерийный историко-драматический телевизионный телесериал 2020 года режиссёра Игоря Копылова, снятый продюсерским центром Валерия Тодоровского. Рассказывает о советских физиках-ядерщиках, которые в 1945—1949 годах создали первую в Советском Союзе атомную бомбу. Главные роли в сериале сыграли Виктор Добронравов, Евгения Брик и Евгений Ткачук, премьерный показ прошёл на телеканале «Россия-1» 9—12 ноября 2020 года.

## Сюжет
Действие фильма начинается 6 августа 1945 года, когда американцы сбросили на Хиросиму атомную бомбу «Малыш». Через 14 дней создаётся Специальный комитет при ГКО СССР во главе с Лаврентием Павловичем Берией, призванный в кратчайшие сроки и в условиях строгой секретности любой ценой разработать и реализовать первый в Советском Союзе атомный проект, необходимый для достижения и дальнейшего поддержания ядерного паритета с США.
Герои фильма — советские учёные-физики во главе с академиком Игорем Васильевичем Курчатовым, которым за четыре послевоенных года, в тяжелейших условиях разрухи и упадка промышленности, предстоит по секретному заданию специального комитета создать первую советскую атомную бомбу.
Талантливого учёного-физика Михаила Рубина, ещё до начала Великой Отечественной войны попавшего в лагерь из-за личного конфликта с Берией, в августе 1945 года внезапно освобождают и направляют в секретный московский исследовательский институт для участия в работе над атомным проектом. Выясняется, что рекомендовал Михаила в этот проект его лучший друг и коллега Кирилл Муромцев, который, пока товарищ был в лагере, женился на его невесте Анне Галеевой. Теперь им, несмотря на личную драму, нужно работать вместе.
В сериале показана история испытаний на первом советском уран-графитовом реакторе в Москве (Лаборатория № 2 АН СССР), создания КБ-11 в Арзамасе, первого советского промышленного ядерного реактора и Базы-10 под тогдашним Кыштымом на Урале, испытание готового изделия на Семипалатинском полигоне. В конце каждой серии приводятся краткие интервью живых свидетелей показанных в ней событий.

## В ролях
По словам сценариста многосерийного фильма «Бомба» Максима Белозора, образы большинства героев картины являются собирательными, они вымышлены и не имеют прямых прототипов, но так как фильм основан на реальных событиях, то некоторые исторические личности выписаны в нём практически документально. Так, например, прототипом Я. Н. Лифшица является профессор Цукерман В. А., а по мотивам его книги «Люди и взрывы» воссозданы сцены с зеркалом и высокоскоростной съёмкой в рентгеновских лучах.
Реальные личности
- Лаврентий Павлович Берия — Виталий Коваленко
- Борис Львович Ванников — Владимир Богданов
- Юлий Борисович Харитон — Андрей Смелов
- Игорь Васильевич Курчатов — Михаил Хмуров
- Нильс Хенрик Давид Бор — Игорь Лысов

Вымышленные персонажи
- Кирилл Муромцев (физик-ядерщик, муж Галеевой) — Виктор Добронравов
- Анна Николаевна Галеева (биофизик-радиобиолог, жена Муромцева — Евгения Брик
- Михаил Львович Рубин (физик-ядерщик, бывший жених Галеевой) — Евгений Ткачук
- Вероника Леопольдовна (мать Галеевой) — Наталья Суркова
- Софья (Соня) Карпухина (кастелянша в общежитии, флиртует с Рубиным) — Аглая Тарасова
- Ян Гранич (физик-лаборант, влюблён в Карпухину) — Геннадий Вырыпаев
- Яков Натанович Лифшиц (консультирует по высокоскоростной съёмке взрыва заряда для имплозии) — Александр Лыков
- Ольга Изотова (заключённая, в которую влюбляется Рубин) — Ольга Смирнова (Филимонова)
- Николай Иванович Якимук (полковник госбезопасности, отвечающий за охрану объектов) — Эдуард Флёров
- Николай Степанович Барсуков — Виктор Раков
- Любовь Петровна Барсукова (жена Барсукова) — Марина Кондратьева

## Создание и оценки
Сериал был снят продюсерским центром Валерия Тодоровского при поддержке государственной корпорации «Росатом» по заказу телеканала «Россия-1». Сценарий написал Максим Белозор при участии режиссёра проекта Игоря Копылова. Создавался сериал к 75-летию атомной промышленности России. Президент РАН Александр Сергеев заявил, что «это взгляд атомщиков, так изнутри они видели историю создания атомной отрасли»
Съёмки проходили в Институте физических проблем имени П. Л. Капицы РАН в Москве, в степях под Таганрогом в Ростовской области (там снимали Семипалатинский полигон), на Крутицком подворье в столице, сыгравшем роль закрытого города Сарова, в Домодедовском карьере (там снимали дорогу на Лос-Аламос в штате Нью-Мексико, где находилась американская секретная лаборатория).
Мнения о сериале критиков и рядовых зрителей разошлись: в частности, по-разному оценивалось соответствие сюжета реальным событиям.